# Josu Urrutia
Josu Urrutia Tellería (* 10. dubna 1968, Bilbao, Španělsko) je bývalý španělský fotbalový záložník baskického původu. Celou svou kariéru strávil v baskickém klubu Athletic Bilbao, kde v současnosti působí jako prezident (kontrakt do června 2015).
V A-týmu Bilbaa debutoval v sezoně 1987/88 La Ligy ve svých 19 letech. Šlo o utkání 20. března 1988 proti Sportingu Gijón, kde odehrál kompletní počet minut (remíza 1:1).